# کیکپو سایت ۵ (کانزاس)
کیکپو سایت ۵ (به انگلیسی: Kickapoo Site 5) شهری در ایالت کانزاس کشور ایالات متحده آمریکا است که جمعیت آن در سرشماری سال ۲۰۱۰ میلادی، ۶۶ نفر بوده‌است.